# Krzyż Hiszpanii
Krzyż Hiszpanii (Krzyż Hiszpański; niem. Spanienkreuz) – niemieckie odznaczenie wojskowe.
Krzyż został ustanowiony rozporządzeniem Adolfa Hitlera z dnia 14 kwietnia 1939 roku dla nagrodzenia żołnierzy walczących w ramach Legionu Condor w hiszpańskiej wojnie domowej.

## Zasady nadawania
Krzyż został ustanowiony w trzech klasach – złotej, srebrnej i brązowej, a każda z nich posiada dwie wersje – złota z mieczami i brylantami oraz z mieczami, srebrna z mieczami i bez mieczy, brązowa z mieczami i bez mieczy.
Krzyże z mieczami był nadawany żołnierzom Legionu Condor oraz marynarzom Kriegsmarine uczestniczącym w bezpośrednich walkach. Przy czym:
- Złoty z mieczami i brylantami – nadawany był za szczególne i wzorowe wykonywanie zadań bojowych. Nadano 28 krzyży.
- Złoty z mieczami – za wykazane męstwo i odwagę w walce. Nadano 1126 krzyży.
- Srebrny z mieczami – za udział w walce mającej decydujące znaczenie dla losów wojny. Nadano 8304 krzyże.
- Brązowy z mieczami – za udział w walce. Nadano 8462 krzyże.

Krzyż bez mieczy był nadawany żołnierzom, marynarzom i osobom cywilnym, które przez co najmniej trzy miesiące współdziałały z Legionem Condor lub marynarką wojenną na terenie Hiszpanii, lecz nie brały udziału w bezpośrednich walkach. Nadano 327 Srebrnych i 7869 Brązowych Krzyży bez mieczy.
Krzyż był nadawany w latach 1939–1940 i łącznie nadano 26 056 krzyży.

## Opis odznaki

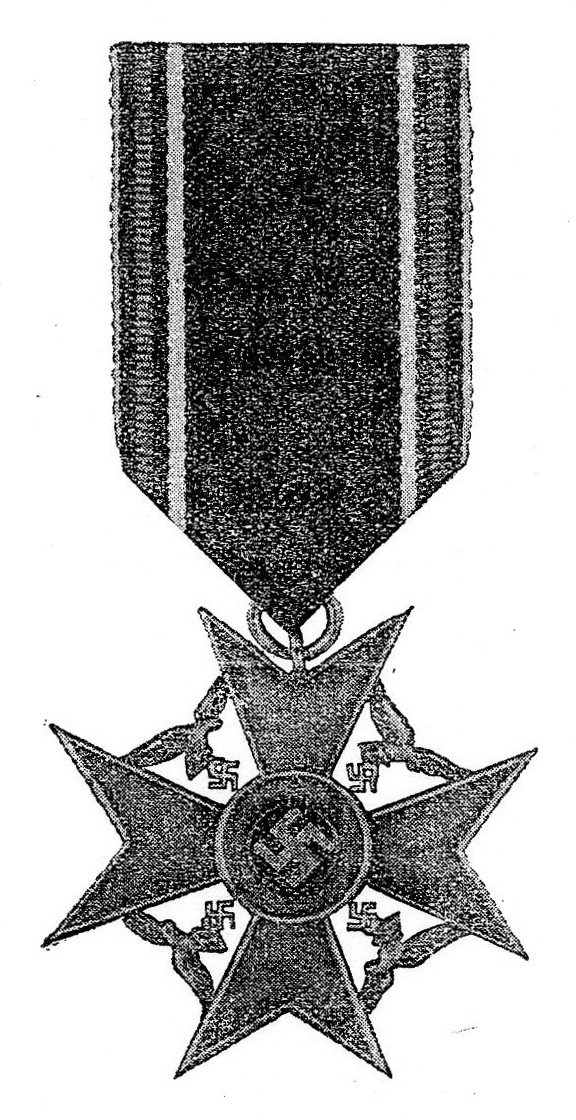
Krzyż Honorowy dla Osieroconych przez żołnierzy poległych w Hiszpanii

Odznakę stanowi krzyż typu maltańskiego. Na awersie, w środku krzyża znajduje się swastyka a między ramionami krzyża orzeł trzymający w szponach swastykę (symbol Luftwaffe). Identyczny kształt miał Krzyż Honorowy dla Osieroconych przez żołnierzy poległych w Hiszpanii (niem. Ehrenkreuz für Hinterbliebene Deutscher Spanienkämpfer), wykonany z żelaza. Zawieszany był na wstążce koloru czarnego, po której bokach były paski w kolorach: białym, następnie czerwonym, żółtym, czerwonym (tj. kolorach flagi Hiszpanii) i znowu białym. Krzyż z mieczami miał dodatkowo dwa skrzyżowane w środku miecze z klingami skierowanymi ku górze. Rewers był gładki, z mocowaniem typu agrafki. Noszony był bezpośrednio na bluzie na piersi po prawej stronie.
Odznaczenie nie miało baretki (wyjątek stanowił Krzyż Honorowy dla Osieroconych). W 1957, w RFN wprowadzono baretki dla weteranów wojny hiszpańskiej, odznaczonych Krzyżem Hiszpanii, a nadal służących w Bundeswehrze. Wykonane były ze wstążki Krzyża Honorowego dla Osieroconych, lecz uzupełnione metalowymi miniaturkami odznaki Krzyża (z mieczami i bez nich) w formie zdenazyfikowanej (bez swastyk).